# آل الرباش

تعديل مصدري - تعديل

آل الرباش هي إحدى قرى عزلة  الوضيع بمديرية الوضيع التابعة لمحافظة أبين، بلغ تعداد سكانها 48 نسمة حسب تعداد اليمن لعام 2004.